# Subantarktis-Lummensturmvogel
Der Subantarktis-Lummensturmvogel (Pelecanoides urinatrix), auch Lummensturmvogel oder Berard-Sturmvogel ist eine kleine Röhrennase aus der Gattung der Tauchsturmvögel (Pelecanoides).

## Merkmale

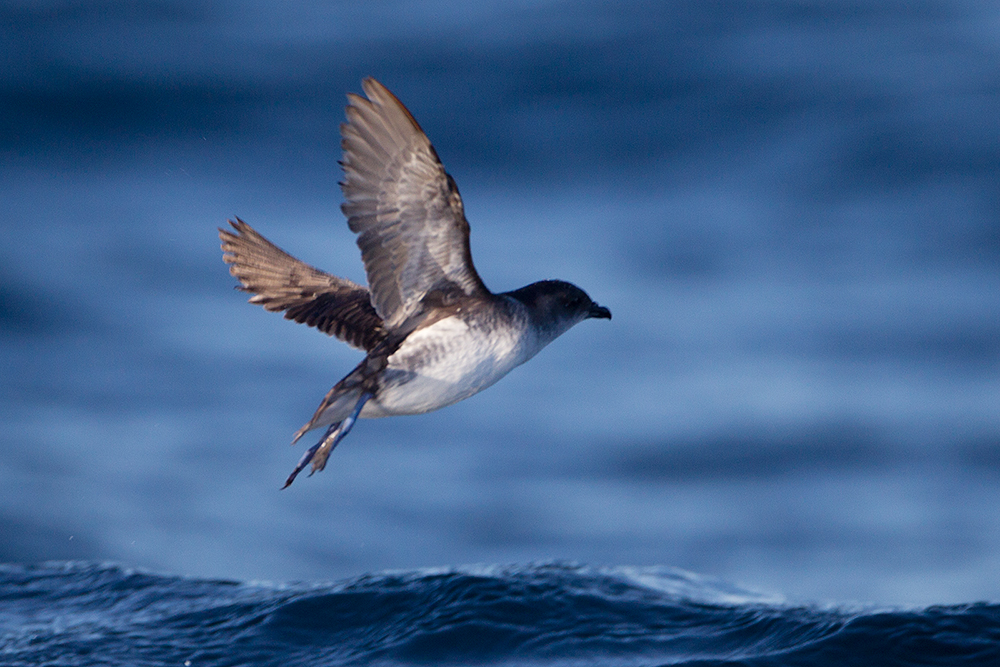
Subantarktis-Lummensturmvogel im Flug

Der Subantarktis-Lummensturmvogel erreicht eine Körperlänge von 20 bis 25 cm, ein Gewicht von 86 bis 185 g und eine Flügelspannweite von 33 bis 38 cm. Oberseits ist das Gefieder glänzend schwarz, unterseits weiß. Die Seiten des Kopfes sind schwärzlich, zu den Halsseiten und zur Brust in dunkelgrau übergehend. Am Jugulum ist die Färbung oft grau meliert und bildet oft ein deutliches Band. Die Seiten und Flanken sind hell bläulich grau und weiß meliert. Die Schulterfedern sind dunkelgrau, wenn sie nicht abgenutzt sind, sind die Spitzen weiß und formen einen querverlaufenden Streifen. Die Unterflügeldecken sind weiß oder hellgrau. Der Schnabel ist schwarz, die Beine und Füße bläulich mit schwarzer Schwimmhaut. Die Iris ist schwarz.
Die Unterart Pelecanoides urinatrix berard ist der Nominatform ähnlich, jedoch ist der Schnabel gewöhnlich kleiner, der Schwanz länger und die Melierung an der Kehle deutlicher. Pelecanoides urinatrix coppingeri ist deutlich kleiner und fast ohne graue Melierung am Jugulum.

## Lebensraum
Das Verbreitungsgebiet diese Art ist die Bass-Straße zwischen Australien und Tasmanien und umliegende Gewässer des Indischen Ozeans.

## Lebensweise
Der Subantarktis-Lummensturmvogel lebt gesellig in großen Schwärmen, welche gemeinsam aufs offene Meer zur Jagd fliegen. Dort holt er sich seine Nahrung aus dem Wasser, welche er im Sturzflug erbeutet hat. Trotz seiner kurzen Flügel, die er vor allem zum Starten von der Wasseroberfläche nach der Jagd verwendet, ist er ein ausgezeichneter Flieger. Der Vogel ernährt sich vor allem von Krill und anderen Planktonlebewesen.
Die Brutzeit variiert je nach Verbreitungsgebiet. Subantarktis-Lummensturmvögel bilden üblicherweise an der Küste, aber auch im Landesinnern, Kolonien von bis zu 1500 Individuen. Sie brüten in Erdhöhlen auf Ozeaninsel, die an steilen Abhängen aber auch auf flachem Gelände gegraben werden.

## Gefährdung
Die IUCN stuft den Subantarktis-Lummensturmvogel noch als nicht gefährdet (Least Concern) ein, die Bestände nehmen aber langsam ab.

## Unterarten
Vom Lummensturmvogel sind sechs Unterarten beschrieben. Die Unterarten Pelecanoides urinatrix exsul und Pelecanoides urinatrix berard werden manchmal als eigene Arten angesehen. Pelecanoides urinatrix elizabethae ist als weitere Unterart vorgeschlagen, zurzeit jedoch noch mit Pelecanoides urinatrix dacunhae synonimisiert.
- Pelecanoides urinatrix dacunhae Nicoll, 1906 – Tristan da Cunha und Gough-Insel
- Pelecanoides urinatrix berard (Gaimard, 1823) – Falklandinseln.
- Pelecanoides urinatrix urinatrix (Gmelin, JF, 1789) – Tasmanien südöstliches Australien, nördliches Neuseeland.
- Pelecanoides urinatrix chathamensis Murphy & Harper, 1916 – Chathaminseln, Snaresinseln und Stewart Island.
- Pelecanoides urinatrix exsul Salvin, 1896 – Südgeorgien und die Südlichen Sandwichinseln, nach Osten bis Antipoden-Inseln und Aucklandinseln.
- Pelecanoides urinatrix coppingeri Mathews, 1912 – südliches Chile.